# Астори, Давиде
Давиде Астори (итал. Davide Astori; 7 января 1987, Сан-Джованни-Бьянко, Италия — 4 марта 2018, Удине, Италия) — итальянский футболист, центральный защитник. Воспитанник футбольной академии «Милана», наиболее известен по выступлениям за «Кальяри», «Рому» и «Фиорентину», а также за национальную сборную Италии, в составе которой стал бронзовым призёром Кубка Конфедераций 2013.

## Карьера
Давиде Астори родился и вырос в провинции Бергамо, там же он начал играть в футбол в академии клуба «Портизола». Оттуда, в 2001 году, он перешёл в молодёжный состав «Милана». В сезоне 2006/07 футболист был отдан в аренду в клуб «Пиццигеттоне», за который провёл 27 игр и забил 1 гол. На следующий год Давиде был арендован клубом Серии С1 «Кремонезе», с которым дошёл до стадии плей-офф, где его команда уступила «Читтаделле».
Летом 2008 года Астори был куплен клубом «Кальяри», заплатившим «Милану» за половину прав на футболиста 1,2 млн евро. 14 сентября он дебютировал в составе команды в матче Серии А с «Сиеной». Всего в первом сезоне в клубе он провёл 10 встреч. На следующий год Давиде стал твёрдым игроком основного состава «Кальяри»: футболист сыграл 34 матча и забил 2 гола (в ворота «Фиорентины» и «Кьево»), чем заслужил внимание совладельца контракта, «Милана». 25 июня 2010 года «Кальяри» и «Милан» подписали соглашение о продлении выступлений Астори за «россоблю». При этом сам футболист ранее сказал, что «без раздумий вернётся в „Милан“». Летом 2011 года «Милан» захотел вернуть Давиде, однако из-за сложных отношений вице-президента миланцев, Адриано Галлиани, и президента «Кальяри», Массимо Челлино, сделка не состоялась. Более того, 22 июня «Кальяри» выкупил оставшиеся 50 % прав на контракт игрока.
23 октября в матче с «Наполи» Астори, столкнувшись с Эсекьелем Лавесси, получил перелом малоберцовой кости и не играл 2,5 месяца. В феврале защитником заинтересовались два российских клуба — московский «Спартак» и махачкалинский «Анжи», который предложил за переход футболиста 15 млн евро. Сам футболист был готов перейти в стан «красно-белых», но сделку отказался совершать президент «Кальяри», Массимо Челлино, не желавший в середине сезона терять своего ведущего игрока.
4 августа 2015 года Астори был арендован «Фиорентиной» сроком на год с обязательством выкупа контракта у «Кальяри» в конце сезона за 3,5 млн евро. В 2017 году, после ухода из клуба Гонсало Родригеса, Астори был объявлен капитаном команды. Домашний матч 26-го тура Серии А против «Кьево», сыгранный 25 февраля 2018 года, стал для Астори последним — в этой игре он отметился голевой передачей.

## Международная карьера
Международную карьеру Давиде начал со сборной до 18 лет, с которой провёл 4 игры в 2004 году, однако в последующих возрастных категориях «Скуадры Адзурры» игрок не выступал. 6 августа 2010 года Астори был призван в первую сборную на матч с Кот-д’Ивуаром, но на поле не вышел. 29 марта 2011 года он дебютировал в составе сборной в товарищеском матче со сборной Украины, на 75-й минуте был удалён с поля. 30 июня 2013 года сыграл за сборную в матче за 3-е место против Уругвая на Кубке Конфедераций, забив гол на 24 минуте.

## Смерть
Астори умер во сне 4 марта 2018 года на 32-м году жизни в городе Удине, Италия. Он был найден мёртвым в гостиничном номере перед игрой с «Удинезе». Представители «Фиорентины» назвали причиной смерти «внезапную болезнь», которой по итогам вскрытия оказалась аритмогенная желудочковая кардиомиопатия — врожденный дефект части сердечных мышц, которые приводят к аритмиям (в случае Астори это привело к тахиаритмии — учащению сердечных сокращений).
Астори был похоронен 8 марта. На церемонии прощания присутствовали 7 тысяч болельщиков «Фиорентины», а также представители других клубов. Клубы «Фиорентина» и «Кальяри» приняли решение изъять номер 13, под которым играл футболист, из обращения среди игроков команд.

## Личная жизнь
Астори был женат. Супруга — Франческа Фиоретти, работавшая моделью. Дочь — Виттория, которой на момент смерти Давиде было 2 года.
С супругой Астори познакомился в 2013 году. Она родом из Маддалони, но на момент их встречи проживала в Марано-ди-Наполи. Франческа работала моделью, а также участвовала в реалити-шоу «Большой Брат» и «Пекинский Экспресс».
Помимо футбола, одними из главных увлечений Астори были архитектура и дизайн. Планировал трудиться в этих сферах после завершения спортивной карьеры.

## Статистика
| Сезон     | Команда      | Чемпионат | Чемпионат | Чемпионат | Кубок | Кубок | Междун. | Междун. |
| Сезон     | Команда      | Лига      | Игры      | Голы      | Игры  | Голы  | Игры    | Голы    |
| --------- | ------------ | --------- | --------- | --------- | ----- | ----- | ------- | ------- |
| 2006/2007 | Пиццигеттоне | Серия С1  | 27        | 1         | 0     | 0     | —       | —       |
| 2007/2008 | Кремонезе    | Серия С1  | 33        | 0         | 0     | 0     | —       | —       |
| 2008/2009 | Кальяри      | Серия А   | 10        | 0         | 1     | 0     | —       | —       |
| 2009/2010 | Кальяри      | Серия А   | 34        | 2         | 1     | 0     | —       | —       |
| 2010/2011 | Кальяри      | Серия А   | 36        | 0         | 0     | 0     | —       | —       |
| 2011/2012 | Кальяри      | Серия А   | 28        | 1         | 1     | 0     | —       | —       |
| 2012/2013 | Кальяри      | Серия А   | 32        | 0         | 1     | 0     | —       | —       |
| 2013/2014 | Кальяри      | Серия А   | 34        | 0         | 1     | 0     | —       | —       |
| 2014/2015 | Рома         | Серия А   | 24        | 1         | 2     | 0     | 4       | 0       |
| 2015/2016 | Фиорентина   | Серия А   | 33        | 0         | 1     | 0     | 8       | 0       |
| 2016/2017 | Фиорентина   | Серия А   | 33        | 2         | 1     | 0     | 6       | 0       |
| 2017/2018 | Фиорентина   | Серия А   | 25        | 1         | 2     | 0     | —       | —       |